# Henryk Piotrowski (artysta)
Henryk Piotrowski (ur. 30 października 1906 w Małczewie, zm. 2 stycznia 1975 w Puszczykowie) – polski jubiler, metaloplastyk, brązownik i cyzeler.

## Życiorys
Był synem rolnika, Antoniego (posła na Sejm Ustawodawczy w latach 1919-1922) i Antoniny Wojdal. Od szkoły powszechnej zdradzał zdolności artystyczne. Studiował w Państwowej Szkole Sztuki Zdobniczej w Poznaniu u profesora Jana Wysockiego (Wydział Rzeźby w Metalu i Jubilerstwa). Naukę w tej uczelni zakończył w 1929 i do 1932 prowadził wraz z kolegami (Czesławem Woźniakiem, Zenonem Anderstem, Marianem Szczepańskim i Klemensem Wasiewiczem) spółkę twórczości artystycznej. Wykonywała ona prace głównie dla polskich kościołów. Współpracował też z przedsiębiorstwem jubilerskim należącym do Stanisława Szulca. Jego dzieła prezentowano na Powszechnej Wystawie Krajowej w 1929 oraz na Wystawie Światowej w Nowym Jorku w 1939.
W początkach okupacji niemieckiej rodzina została przez Niemców wyrzucona z domu na Sołaczu i umieszczona w obozie przesiedleńczym na Głównej, skąd trafiła do Łodzi, a stamtąd, podczas ostrej zimy 1940, do stodoły w Czarncy koło Włoszczowy. Do 1944 dostosowywali ten obiekt do zamieszkania. Piotrowski wykonywał samodzielnie wiele elementów wyposażenia, m.in. meble i krosna. Rodzina pomagała również okolicznym partyzantom, m.in. wytwarzała nieśmiertelniki. Po zakończeniu II wojny światowej z żoną Janiną mieszkał jeszcze rok we Włoszczowie, a potem powrócił do Poznania, gdzie oboje zamieszkali na Dębcu. Podczas działań wojennych wiele z jego dzieł uległo zagładzie.
Pracownię otworzył na Placu Wolności 5, na trzecim piętrze. W 1947 zdał egzamin mistrzowski w Izbie Rzemieślniczej. Otrzymał dyplom brązownika cyzelera, a także prawo do kształcenia uczniów we własnej pracowni. Jego pracą egzaminacyjną była srebrna lampa z polskim Orłem. W 1948 otrzymał dyplom i brązowy medal wystawie Związku Izb Rzemieślniczych w Poznaniu za miedziano-srebrne talerze kute z motywami myśliwskimi i żniwiarskimi. W 1950 wystąpił z Izby Rzemieślniczej.
W 1952 przeniósł się do Puszczykowa i zamieszkał w wybudowanym przez siebie domu na ul. Polnej (obecnie Chrobrego). Przeniósł tu także z Poznania swoją pracownię, którą udostępniał też innym artystom (np. Bohdanowi Sokolnickiemu, czy Romanowi Czartoryskiemu). Przy domu wybudował alpinarium, które współtworzył profesor Jerzy Wojciech Szulczewski. W 1969 otrzymał propozycje stałej współpracy od Desy, a w 1974 prezentował swoje dzieła na wystawie BWA i ZPAP Plastyka poznańska. Pod koniec życia, z braku sił, tworzył jedynie biżuterię, a w końcu już tylko malował akwarele.

## Dzieła

### Przed 1945
- puchar dla Miasta Poznania z okazji PeWuKi według koncepcji i fundacji Stanisława Szulca (1929),
- wyposażenie kościoła św. Jana Vianneya w Poznaniu (czternaście miedzianych stacji drogi krzyżowej – 1934, puszka – 1936, plakieta przedstawiająca Chrzest Pański i inne),
- ołtarz i żyrandol dla kościoła Świętej Trójcy w Łysobokach (1935),
- pastorał, monstrancja i kielichy dla katedry płockiej (1936),
- kandelabr brązowy dla Ministerstwa Kultury (1936),
- wota srebrne od Kółka Rolniczego w Poznaniu do kaplicy Matki Boskiej na Jasnej Górze (1937),
- patera srebrna (45 cm średnicy) z orłem i herbami miast polskich na Wystawę Światową w Nowym Jorku (1939) – z powodu wybuchu wojny przedmiot ten nie powrócił do Polski i znajduje się w zbiorach Muzeum Polskiego w Chicago,
- nieśmiertelniki dla partyzantki w okolicach Włoszczowy (do 1944)[1].

### Po 1945
- monstrancja dla kościoła Świętej Trójcy w Poznaniu (przed 1947),
- projekty broszek dla Rytosztuki (około 1950, m.in. Pan Twardowski na sierpie księżyca, Baba Jaga na miotle i Lajkonik),
- dwa mosiężne żyrandole, komplet procesyjny i krzyże ołtarzowe dla kościoła Najświętszego Serca Jezusowego i Matki Boskiej Pocieszenia w Poznaniu (1950),
- sprzęty liturgiczne dla kościołów wielkopolskich: Puszczykowo, Śrem, Krobia, Wielichowo - około 1950,
- 36 mosiężnych lamp, 48 kinkietów żelaznych i 32 miedziane puchary dla kawiarni Stolica w Warszawie (1954),
- lampy, plakieta i krata dla kawiarni Ludowa w Mińsku Mazowieckim (po 1954),
- elementy wyposażenia kawiarni Odra w Zielonej Górze (1962),
- wazy z blachy miedzianej wraz z przykrywami na szczyt kamieniczki narożnej przy Starym Rynku z ulicą Wroniecką w Poznaniu (1964),
- kilkadziesiąt żyrandoli, kinkietów, latarni i klamek dla Muzeum Archeologicznego w Poznaniu (1965-1968),
- dziesięć tarcz zegarowych dla Hotelu Merkury w Poznaniu (około 1966),
- łańcuch rektorski dla Wyższej Szkoły Ekonomicznej w Poznaniu (około 1966),
- lichtarze, krzyż, latarnie i żyrandol (potem nieudatnie przerobiony i przekazany do kościoła św. Jana Bosko w Luboniu) dla kościoła Matki Boskiej Wniebowziętej w Puszczykowie (po 1966)[1].

## Inspiracje
Inspirował się głównie motywami art déco, sztuką Dalekiego Wschodu i twórczością Zofii Stryjeńskiej. Rzadko wykonywał projekty, których nie był autorem.